# Paepalanthus tortilis
Paepalanthus tortilis är en gräsväxtart som först beskrevs av August Gustav Heinrich von Bongard, och fick sitt nu gällande namn av Carl Friedrich Philipp von Martius och Friedrich August Körnicke. Paepalanthus tortilis ingår i släktet Paepalanthus och familjen Eriocaulaceae.

## Underarter
Arten delas in i följande underarter:
- P. t. glaberrimus
- P. t. minor
- P. t. tortilis